# Итанцинское сельское поселение
Се́льское поселе́ние «Ита́нцинское» (бур. Итанцын hомон) — муниципальное образование в Прибайкальском районе Бурятии Российской Федерации.
Административный центр — село Кома.

## История
Статус и границы сельского поселения установлены Законом Республики Бурятия от 31 декабря 2004 года № 985-III «Об установлении границ, образовании и наделении статусом муниципальных образований в Республике Бурятия»

## Население
| 2002  | 2011  | 2012  | 2013  | 2014  | 2015  | 2016  |
| ----- | ----- | ----- | ----- | ----- | ----- | ----- |
| 2448  | ↘2318 | ↗2359 | ↗2390 | ↗2405 | ↘2391 | ↘2366 |
| 2017  | 2018  | 2019  | 2020  | 2021  | 2023  | 2024  |
| ↘2352 | ↗2362 | ↘2316 | ↘2304 | ↘2014 | ↘1932 | ↘1868 |

## Состав сельского поселения
| № | Населённый пункт | Тип населённого пункта       | Население |
| - | ---------------- | ---------------------------- | --------- |
| 1 | Бурдуково        | село                         | ↘50       |
| 2 | Итанца           | посёлок                      | ↘1022     |
| 3 | Клочнево         | село                         | ↗12       |
| 4 | Кома             | село, административный центр | ↘743      |
| 5 | Лиственничное    | село                         | ↘161      |
| 6 | Острог           | село                         | ↘100      |
| 7 | Покровка         | село                         | ↘242      |

## География сельского поселения
Границы

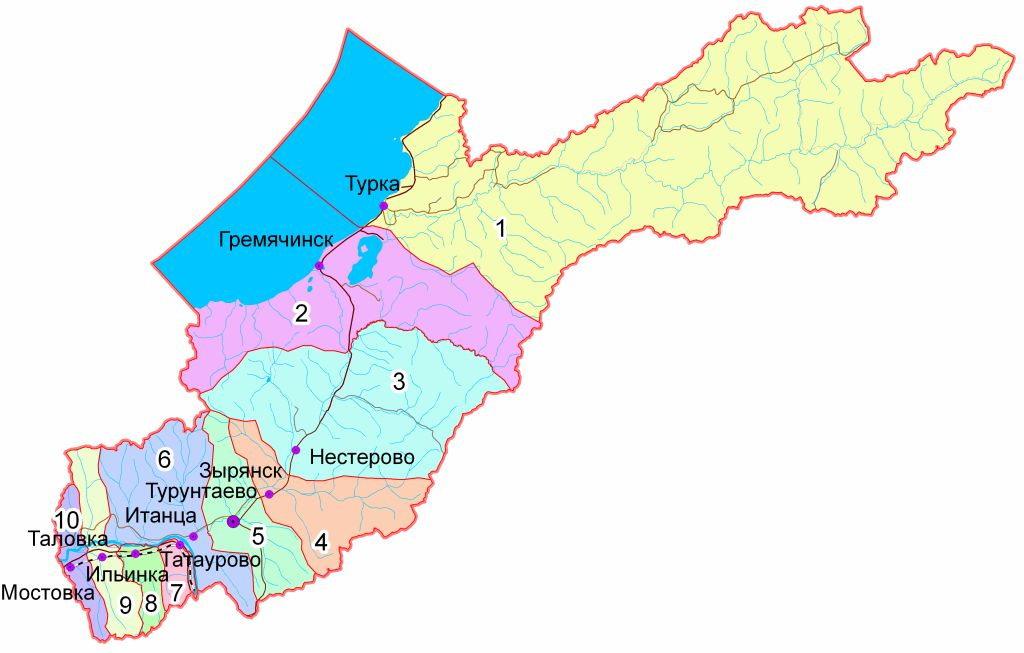
Сельские поселения Прибайкальского района: 1 - Туркинское,
2 - Гремячинское,
3 - Нестеровское,
4 - Зырянское,
5 - Турунтаевское,
6 - Итанцинское,
7 - Татауровское,
8 - Ильинское,
9 - Таловское,
10 - Мостовское

Сельское поселение (СП) расположено в юго-западной части района в бассейне нижнего течения реки Итанцы по правому берегу Селенги и долинам её правых притоков, стекающих с юго-западных отрогов хребта Улан-Бургасы (Уналей и др.) и южных склонов Морского хребта (Кома, Кочевная, Большая, Малая и др.).
СП «Итанцинское» граничит:
 на юго-западе, по Селенге — с СП «Татауровское» и СП «Ильинское»;
на западе, по Селенге и р. Кочевной (Морской хребет) — с СП «Таловское»;
на севере, по водоразделу Морского хребта — с Кабанским районом;
на востоке — с СП «Турунтаевское»;
на юге, в хребте Улан-Бургасы — с Иволгинским районом.
Транспортные связи
Через поселение проходят две автодороги регионального значения — Р439 (Турунтаево — Татаурово, с паромной переправой через Селенгу) и 03К-019 (Турунтаево — Острог — Покровка — Шергино — Тресково).